# Coppa Italia 1999-2000 (hockey su pista)
La Coppa Italia 1999-2000 è stata la 31ª edizione della principale coppa nazionale italiana di hockey su pista. Essa è stata organizzata dalla Federazione Italiana Hockey e Pattinaggio.
Il trofeo è stato conquistato dal Novara per la 18ª volta nella sua storia.

## Risultati

### Primo turno

#### Girone A
|           | Risultati                          |       |
| --------- | ---------------------------------- | ----- |
| 25-9-1999 | Scandiense - Novara                | 0 - 7 |
| 25-9-1999 | Novara - Amatori Reggio Emilia     | 4 - 0 |
| 25-9-1999 | Amatori Reggio Emilia - Scandiense | 0 - 3 |

|   | Squadra               | PT | G | V | N | P | RFT | RST | diff. |
| - | --------------------- | -- | - | - | - | - | --- | --- | ----- |
| Q | Novara                | 6  | 2 | 2 | 0 | 0 | 11  | 0   | +11   |
| Q | Scandianese           | 3  | 2 | 1 | 0 | 1 | 3   | 7   | -4    |
|   | Amatori Reggio Emilia | 0  | 2 | 0 | 0 | 2 | 0   | 7   | -7    |

#### Girone B
|           | Risultati                    |       |
| --------- | ---------------------------- | ----- |
| 25-9-1999 | Marzotto Valdagno - Sandrigo | 5 - 2 |
| 25-9-1999 | Sandrigo - Trissino          | 6 - 3 |
| 25-9-1999 | Trissino - Marzotto Valdagno | 2 - 3 |

|   | Squadra           | PT | G | V | N | P | RFT | RST | diff. |
| - | ----------------- | -- | - | - | - | - | --- | --- | ----- |
| Q | Marzotto Valdagno | 6  | 2 | 2 | 0 | 0 | 8   | 4   | +4    |
| Q | Sandrigo          | 3  | 2 | 1 | 0 | 1 | 8   | 8   | 0     |
|   | Trissino          | 0  | 2 | 0 | 0 | 2 | 5   | 9   | -4    |

#### Girone C
|           | Risultati                        |       |
| --------- | -------------------------------- | ----- |
| 25-9-1999 | Roller Salerno - Follonica       | 3 - 0 |
| 25-9-1999 | Follonica - Primavera Prato      | 3 - 1 |
| 25-9-1999 | Primavera Prato - Roller Salerno | 6 - 3 |

|   | Squadra         | PT | G | V | N | P | RFT | RST | diff. |
| - | --------------- | -- | - | - | - | - | --- | --- | ----- |
| Q | Prato Primavera | 3  | 2 | 1 | 0 | 1 | 7   | 6   | +1    |
| Q | Roller Salerno  | 3  | 2 | 1 | 0 | 1 | 6   | 6   | 0     |
|   | Follonica       | 3  | 2 | 1 | 0 | 1 | 3   | 4   | -1    |

#### Girone D
|           | Risultati                     |       |
| --------- | ----------------------------- | ----- |
| 25-9-1999 | Bassano 54 - Modena           | 5 - 1 |
| 25-9-1999 | Modena - Amatori Vercelli     | 0 - 3 |
| 25-9-1999 | Amatori Vercelli - Bassano 54 | 3 - 0 |

|   | Squadra          | PT | G | V | N | P | RFT | RST | diff. |
| - | ---------------- | -- | - | - | - | - | --- | --- | ----- |
| Q | Amatori Vercelli | 6  | 2 | 2 | 0 | 0 | 6   | 0   | +6    |
| Q | Bassano 54       | 3  | 2 | 1 | 0 | 1 | 5   | 4   | +1    |
|   | Modena           | 0  | 2 | 0 | 0 | 2 | 1   | 8   | -7    |

### Secondo turno

#### Girone A - Novara
Girone A
|           | Risultati                          |        |
| --------- | ---------------------------------- | ------ |
| 1-10-1999 | Primavera Prato - Sandrigo         | 7 - 1  |
| 1-10-1999 | Amatori Vercelli - Novara          | 3 - 5  |
| 2-10-1999 | Novara - Sandrigo                  | 12 - 1 |
| 2-10-1999 | Primavera Prato - Amatori Vercelli | 3 - 4  |
| 2-10-1999 | Sandrigo - Amatori Vercelli        | 3 - 6  |
| 2-10-1999 | Novara - Primavera Prato           | 2 - 2  |

|   | Squadra          | PT | G | V | N | P | RFT | RST | diff. |
| - | ---------------- | -- | - | - | - | - | --- | --- | ----- |
| Q | Novara           | 7  | 3 | 2 | 1 | 0 | 19  | 6   | +13   |
| Q | Amatori Vercelli | 6  | 3 | 2 | 0 | 1 | 13  | 11  | +2    |
|   | Prato Primavera  | 4  | 3 | 1 | 1 | 1 | 12  | 7   | +5    |
|   | Sandrigo         | 0  | 3 | 0 | 0 | 3 | 5   | 25  | -20   |

#### Girone B - Valdagno
Girone B
|           | Risultati                          |       |
| --------- | ---------------------------------- | ----- |
| 1-10-1999 | Bassano 54 - Scandiense            | 3 - 3 |
| 1-10-1999 | Marzotto Valdagno - Roller Salerno | 2 - 5 |
| 2-10-1999 | Marzotto Valdagno - Scandiense     | 1 - 0 |
| 2-10-1999 | Bassano 54 - Roller Salerno        | 3 - 5 |
| 2-10-1999 | Scandiense - Roller Salerno        | 0 - 1 |
| 2-10-1999 | Marzotto Valdagno - Bassano 54     | 3 - 4 |

|   | Squadra           | PT | G | V | N | P | RFT | RST | diff. |
| - | ----------------- | -- | - | - | - | - | --- | --- | ----- |
| Q | Roller Salerno    | 9  | 3 | 3 | 0 | 0 | 11  | 5   | +6    |
| Q | Bassano 54        | 4  | 3 | 1 | 1 | 1 | 10  | 11  | -1    |
|   | Marzotto Valdagno | 3  | 3 | 1 | 0 | 2 | 6   | 9   | -3    |
|   | Scandianese       | 1  | 3 | 0 | 1 | 2 | 3   | 5   | -2    |

### Final Four
La Final Four della manifestazione si sono disputate nei giorni 4 e 5 gennaio 2000 a Novara.

#### Tabellone
|  | Semifinali       | Semifinali       | Semifinali       |                  |        | Finale | Finale | Finale |  |
|  |                  |                  |                  |                  |        |        |        |        |  |
|  | Novara           | Novara           | 4                |                  |        |        |        |        |  |
|  | Novara           | Novara           | 4                |                  |        |        |        |        |  |
|  | Bassano 54       | Bassano 54       | 1                |                  |        |        |        |        |  |
|  | Bassano 54       | Bassano 54       | 1                |                  | Novara | Novara | 6      |        |  |
|  |                  |                  |                  |                  | Novara | Novara | 6      |        |  |
|  |                  |                  | Amatori Vercelli | Amatori Vercelli | 4      |        |        |        |  |
|  | Roller Salerno   | Roller Salerno   | Amatori Vercelli | Amatori Vercelli | 4      | 4      |        |        |  |
|  | Roller Salerno   | Roller Salerno   |                  |                  |        |        |        |        |  |
|  | Amatori Vercelli | Amatori Vercelli | 5                |                  |        |        |        |        |  |

#### Semifinali
| Novara 4 gennaio 2000 | Novara | 4 – 1 | Bassano 54 | Palasport Dal Lago |

| Novara 4 gennaio 2000 | Roller Salerno | 4 – 5 | Amatori Vercelli | Palasport Dal Lago |

#### Finale
| Novara 5 gennaio 2000 | Novara | 6 – 4 | Amatori Vercelli | Palasport Dal Lago |

## Campioni
| Vincitore della Coppa Italia 1999-2000 |
| -------------------------------------- |
| Novara 18º titolo                      |